# Moon Seon-min
Moon Seon-min (* 9. Juni 1992 in Seoul) ist ein südkoreanischer Fußballspieler.

## Karriere

### Klub
Nach mehreren Schulmannschaften in seiner Heimat wechselte er Anfang 2011 in die englische Nike Academy und fand ab Anfang 2012 im Östersunds FK in Schweden seinen ersten Klub. Dort spielte er einige Jahre und wurde von Mitte Februar 2015 bis Ende November des Jahres zum Djurgården IF verliehen. Danach schloss er sich fest Djurgården an und verblieb hier noch einmal bis Ende 2016, wonach er wieder in sein Heimatland wechselte.
Ab der Saison 2016/17 schloss er sich hier Incheon United an. Seit Januar 2019 spielt er für Jeonbuk Hyundai, mit denen er bislang zwei Mal Meister wurde. Von Januar 2020 bis Juli 2021 war er noch zu Gimcheon Sangmu verliehen, mit welchen er den Zweitligameistertitel erlangte.

### Nationalmannschaft
Sein erstes bekanntes Spiel für die südkoreanische Nationalmannschaft absolvierte er am 28. Mai 2018 bei einem 2:0-Freundschaftsspielsieg über Honduras in Vorbereitung auf die Weltmeisterschaft 2018. Nach zwei weiteren Freundschaftsspielen stand er bei dieser auch im Kader und kam in zwei Gruppenspielen zum Einsatz.
Nach dem Turnier wurde er ausschließlich in Freundschaftsspielen aufgeboten und gewann Ende 2019 noch mit der Mannschaft die Ostasienmeisterschaft 2019. Hier war er auch bislang zum letzten Mal im Einsatz.